# Precious Little Diamond
Precious Little Diamond is een nummer van de Nederlandse disco- en funkband Fox the Fox uit 1984. Het is de tweede single van hun debuutalbum In the Dark of the Nite. De plaat werd geproduceerd door Willem Ennes (ex-Solution).
Het nummer werd in diverse landen een hit. In Nederland was de plaat op donderdag 16 mei 1984 TROS Paradeplaat op Hilversum 3. Het behaalde de 14de positie in de Nederlandse Top 40, de 11e positie in de Nationale Hitparade en de 13e positie in de TROS Top 50. Ook buiten Nederland was het nummer succesvol; in Frankrijk, Duitsland en Italië werd het nummer eveneens een hit. In Vlaanderen bereikte het nummer geen hitlijsten, maar het werd daar wel een radiohit. 
Ook de Canadese zanger The Weeknd heeft het nummer van de Nederlandse band opgepikt; hij samplede het in zijn nummer Wanderlust.